# Volcan Prieto
Volcan Prieto är en vulkan i Mexiko.   Den ligger i delstaten Baja California, i den nordvästra delen av landet, 2 000 km nordväst om huvudstaden Mexico City. Toppen på Volcan Prieto är 267 meter över havet.
Terrängen runt Volcan Prieto är kuperad. Havet är nära Volcan Prieto åt sydost. Runt Volcan Prieto är det glesbefolkat, med 8 invånare per kvadratkilometer. Omgivningarna runt Volcan Prieto är i huvudsak ett öppet busklandskap.